# Torcicolo

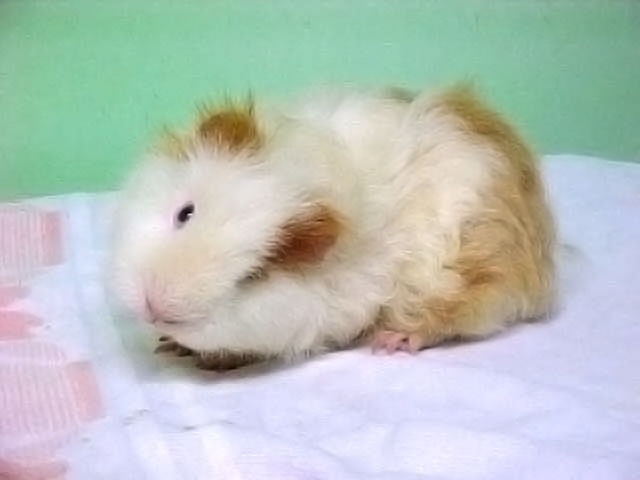
Porquinho-da-índia com torcicolo.

Torcicolo (do italiano torcicollo) é a contração, espástica ou não, de músculos do pescoço, de modo que a cabeça permanece inclinada para um dos lados e o queixo chega a projetar-se para o lado oposto. Pode ser condição muito dolorosa ou absolutamente indolor, dependendo de sua causa.

## Causas e Classificação
Há várias causas de torcicolo e estas causas o classificam  e determinam seu tratamento e prognóstico.
- Torcicolo congênito é causado pela fibrose congênita unilateral do músculo esternocleidomastóideo, que leva a encurtamento permanente do músculo, ou por traumatismo ao nascimento, que conduz ao edema do músculo, levando a torcicolo que pode  ser transitório ou permanente;

- Torcicolo dermatogênico é a limitação de movimento do pescoço produzida por lesão extensa da pele da região, notadamente as retrações cicatriciais de queimaduras;

- Torcicolo espasmódico ou Torcicolo espástico ou ainda Torcicolo intermitente é o mais comum. Trata-se da rigidez do pescoço devida à hipertonicidade dos músculos cervicais, podendo ser causada por tensão emocional, sobrecarga física, trauma por deslocamento súbito, permanência na mesma posição por períodos prolongados;

- Torcicolo vestibular ou Torcicolo labiríntico é a rotação da cabeça como compensação de desequilíbrio do corpo por disfunção do labirinto, órgão do equilílibrio localizado no ouvido interno;

- Torcicolo ocular surge por paralisia de músculos extraoculares, como o oblíquo, frequentemente associado a rotação e inclinação da cabeça;

- Torcicolo reumático ou sintomático é causado por doenças reumatológicas afetando os músculos do pescoço;

- Torcicolo espúrio ou secundário a fraturas ou degenerações nas vértebras cervicais.

## Tratamento
O tratamento do torcicolo varia em função de sua causa.
Nos casos mais comuns de torcicolo, que são os torcicolos intermitentes por contratura muscular, utiliza-se Acupuntura, massagens, compressas, medicamentos relaxantes musculares, anti-inflamatórios não esteróides e mesmo Benzodiazepínicos (Calmantes).
Em torcicolos congênitos, dermatogênicos e espúrios,  pode ser avaliada cirurgia corretiva, quando for o caso.
Os torcicolos resultantes de afecções neurológicas demandam investigação aprofundada de suas causas.